# Oresbius tegularis
Oresbius tegularis är en stekelart som först beskrevs av Léon Abel Provancher 1874.  Oresbius tegularis ingår i släktet Oresbius och familjen brokparasitsteklar. Inga underarter finns listade i Catalogue of Life.